# Црква брвнара у Доброселици
Црква брвнара у Доброселици датира од 1821.године. Саградио ју је сеоски мајстор Митар Удовичић. Налази се на самом уласку у сеоско гробље у селу Доброселице, општина Чајетина, Златиборски округ. Црква је посвећена Светом пророку Илији.

## Историја
Црква брвнара у Доброселици  чува иконе Јанка Михаиловића Молера и Алексија Лазовића. Осим Митра Удовичића из села Стубла, имена осталих градитеља нису забележена. Сва њена архива и библиотека је уништена за време Првог светског рата, само је сачуван мали број књига које се и данас користе. Према легенди, ту цркву је подигао себи за задужбину један хајдук. Турци су је из освете према њему запалили 1809. године, али ју је изненадна киша спасила. 1821. године је обновљена, заједно са гробљем које је такође основао онај хајдук. Дужина цркве износи 7,60, ширина 5, а висина зида 2,40 метара. Црквица је у почетку била покривена шиндром, али је 1938. године, залагањем свештеника Благоја Шишаковића, покривена црeпом, чиме није изгубила свој првобитни изглед. Олтар брвнаре је заокругљен, а иконостас је дрвен и обојен плавом бојом која подражава мермер. На северној спољњој страни у брвну је урезан натпис, зидати се 1821, што значи да је тад црква подигнута или обновљена.